# Pseudopaludicola atragula
Espèce
Pseudopaludicola atragula  est une espèce d'amphibiens de la famille des Leptodactylidae.

## Répartition
Cette espèce est endémique de l'État de São Paulo au Brésil. Elle se rencontre dans la municipalité d'Icém. 

## Publication originale
- Pansonato, Mudrek, Veiga-Menoncello, Rossa-Feres, Martins & Strüssmann, 2014 : A new species of Pseudopaludicola Miranda-Ribeiro, 1926 (Anura: Leptodactylidae: Leiuperinae) from northwestern state of São Paulo, Brazil. Zootaxa, no 3861, p. 249–264.